# Šiško Tudišić
Šiško Tudišić ili Sigismund Tudišić (tal. Sigismondo Tudisi; Dubrovnik, 9. svibnja 1692. – 15. lipnja 1760.) bio je prelat Katoličke Crkve koji je služio kao biskup trebinjsko-mrkanski od 1733. do 1760.

## Životopis
Šiško je rođen 9. svibnja 1692., u dubrovačkoj plemićkoj obitelji – Tudišići (Tudisi, Tudisich, Tudizić). Školovao se kod isusovaca u Dubrovniku. Kasnije ulazi u Družbu Isusovu te je kao vrstan student poslan na školovanje u zavod Germanicum et Hungaricum u Rimu. Tamo je napustio Družbu zbog „svoga neraspoloženja”.
Nakon što je zaređen za svećenika vraća se u Dubrovačku nadbiskupiju. Tu je obavljao razne pastoralne dužnosti te proučavao crkvenu povijest Dubrovnika. Nakon smrti Franje Jeronima Bunića Trebinjsko-mrkanskom biskupijom je upravljao nadbiskup Marko Andrijašević. Na prijedlog dubrovačkog Senata, papa Klement XII., imenovao ga je, 3. rujna 1733., trebinjsko-mrkanskim biskupom. Za biskupa je posvećen u Rimu, 6. rujna 1733. godine. Glavni posvetitelj bio je Giovanni Antonio Guadagni, a suposvetitelji Joseph-Dominique d'Inguimbert i Bernardo Maria Beamonte. Tudišić je kao biskup, 1753. bio suposvetitelj na posvećenju Nikole Puljizevića.
Po odredbi Propagande, uz pomoć od 50 škuda godišnje ako bude boravio 6 mjeseci na području biskupije, biskup je pokušavao stanovati u Hercegovini. Godine 1736. se zadržao 6 mjeseci u Ravnom. Nakon toga se nije više pokušavao stalno zadržavati. Godine 1745.
Propaganda mu je naložila da boravi u Hercegovini. Dvije godine kasnije, zatražili su od Dubrovačke Republike da se založe za turski ferman rezidencije u biskupovu korist. To se, ipak, pokazalo nemogućim.
Biskup Tudišić trudio se svake godine posjećivati biskupiju te dijeliti sakramente, osobito krizmu. Godine 1759. zbog bolesti nije mogao pohoditi biskupiju te ju je umjesto njega pohodio skopski nadbiskup Tomo Tomičić, što je Propaganda i odobrila.
Pohodivši Rim ad limina, 1735., ostavio je izvještaj o Trebinjskoj biskupiji. Tudišić je sustavno proučavao povijest Trebinjske biskupije te je proučio niz trebinjskih biskupa. O tome je obavijestio i Propagandu, 1751. godine, navodeći da se Trebinjska biskupija prvi puta zasigurno spominje 1022. godine.
Za njegova biskupovanja zaređena su osmorica svećenika. Prema izvještaju Svetoj Stolici, biskupija je 1751. godine imala 13 svećenika i 4 župe: Gradac, Ravno, Rupni Do (Trebinja) i Dubrave. Često je ređenja obavljao na Supetru u kapelici sv. Petra.
Preminuo je 15. lipnja 1760. godine. Na stolici trebinjskih biskupa proveo je 27 godina. Povjesničar Daniele Farlati za njega navodi kako je bio „puniji zaslugama nego godinama”.

### Knjige
- Perić, Ratko. 2000. Da im spomen očuvamo. Biskupski ordinarijat Mostar. Mostar.

### Članci
- Krešić, Milenko. 2015. Povijesno-pravne činjenice o Mrkanskoj biskupiji. Vrhbosnensia. Katolički bogoslovni fakultet Univerziteta u Sarajevu. Sarajevo.  (1): 31–43

### Mrežna sjedišta
- Bishop Sigismondo Tudisi †. catholic-hierarchy.org (engleski). Pristupljeno 14. rujna 2022.

| Titule u Katoličkoj Crkvi       | Titule u Katoličkoj Crkvi              | Titule u Katoličkoj Crkvi |
| ------------------------------- | -------------------------------------- | ------------------------- |
| prethodnik Franjo Jeronim Bunić | Biskup trebinjsko-mrkanski 1733.–1760. | nasljednik Anzelmo Katić  |